# Кривче
Кривче (укр. Кривче) — село в Борщёвской городской общине Чортковского района Тернопольской области Украины.
До 2020 года входило в Борщёвский район.
Код КОАТУУ — 6120883901. Население по переписи 2001 года составляло 1865 человек.

## Географическое положение

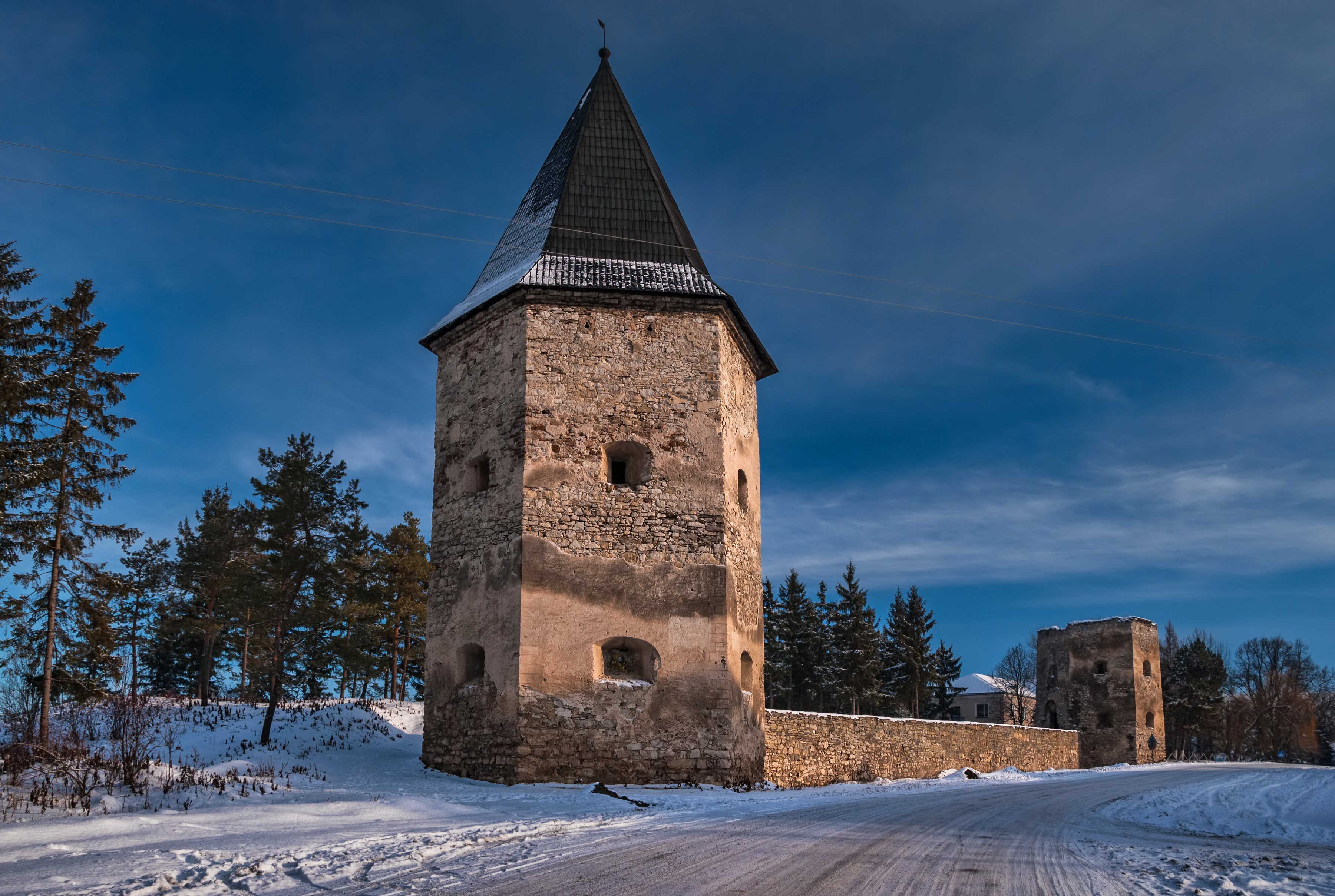
Замок в селе Кривче

Село Кривче находится на берегах реки Цыганка, выше по течению на расстоянии в 1,5 км расположено село Сапогов. Через село проходит автомобильная дорога Т-2002. В селе находится Кристальная пещера, одна из крупнейших на Украине.
Карстовая пещера Славка обнаружена неподалёку от села в 1993 году. Памятник природы с 1996 года.

## История

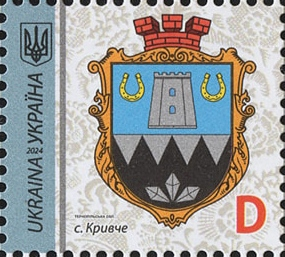
Стандартная марка с символикой села в серии «Гербы городов, поселков и сел Украины», Почта Украины, 2024 год.

- Село известно с первой половины XVII века.
- С 1650 года упоминается как местечко под названием Оплакана.

## Объекты социальной сферы
- Школа.
- Дом культуры.
- Фельдшерско-акушерский пункт.